# Morphe
Als Morphe (von altgriechisch μορφή morphē, deutsch ‚Gestalt‘, ‚Leibesbildung‘) wird der Phänotyp von Individuen einer Art bezeichnet. Zeigt eine Art innerhalb einer Population gleichzeitig zwei oder mehr Morphen, also zwei oder mehr Phänotypen, spricht man von Polymorphismus. Arten mit zwei Morphen werden als dimorph bezeichnet, dies gilt beispielsweise für Arten mit äußerlich unterscheidbaren Geschlechtern (Geschlechtsdimorphismus).
Morphen können sich auch im Verhalten und in ökologischen Merkmalen unterscheiden. Die Trennung von Populationen in Morphen, besonders in voneinander isolierten Beständen, kann man in einigen Fällen als Vorläufer der sympatrischen Artbildung betrachten. Dies gilt aber ausschließlich für Morphen, deren Ausprägung eine genetische Basis (also einen genetischen Polymorphismus) besitzt. Auf Umwelteinflüssen beruhende Modifikationen (präziser als Polyphänismus bezeichnet) beruhen auf Erbanlagen, die in beiden Morphen gleich sein können, dann also nicht als Basis einer genetischen Divergenz dienen.

## Beispiele
Als Beispiel seien hier anadrome Subpopulationen der Salmo trutta morpha trutta (Meerforellen) genannt, die sympatrisch mit in der Strömung lebenden Salmo trutta morpha fario zusammen vorkommen können. Diese zwei Subpopulationen gehören ein und derselben Art an und können sich kreuzen. Dennoch ist es bei beiden Subpopulationen angeboren, ob sie sich anadrom verhalten oder in der Strömung verbleiben. Die Wahrscheinlichkeit einer natürlichen Kreuzung beider Subpopulationen ist eher gering, da sie verschiedene Laichplätze bevorzugen und sich zu verschiedenen Zeiten fortpflanzen.
Ein weiteres Beispiel sind lakustrische Populationen des Seesaiblings (Salvelinus alpinus), die sich zu planktivoren (planktonfressenden) und piscivoren (fischfressenden) Morphen in ein und demselben See entwickelt haben. Die fischfressenden ernähren sich von allen dort vorkommenden Fischen im Meta- und Epilimnion, auch von der planktonfressenden Morphe. Die planktonfressenden hingegen ernähren sich von Zooplankton des Epilimnions oder anderen Wirbellosen der profundalen Gewässerzone (im Bereich des Gewässergrundes). Sie sind kleiner, wachsen langsamer und bekommen weniger Nachwuchs.

## Bilder

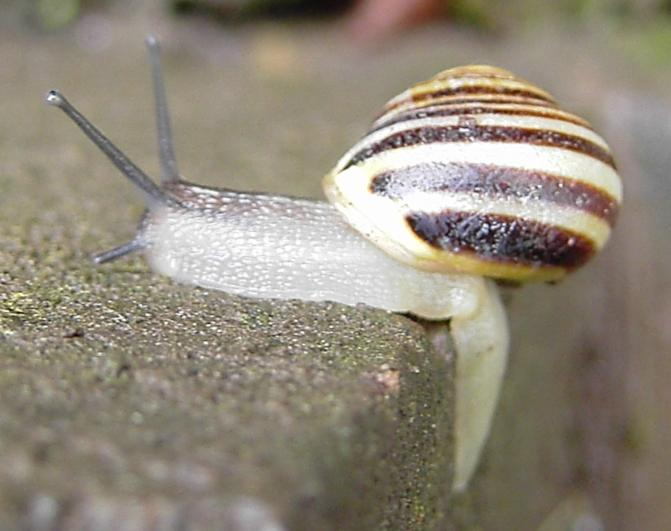
Garten-Bänderschnecke (Cepaea hortensis), gestreifte Morphe
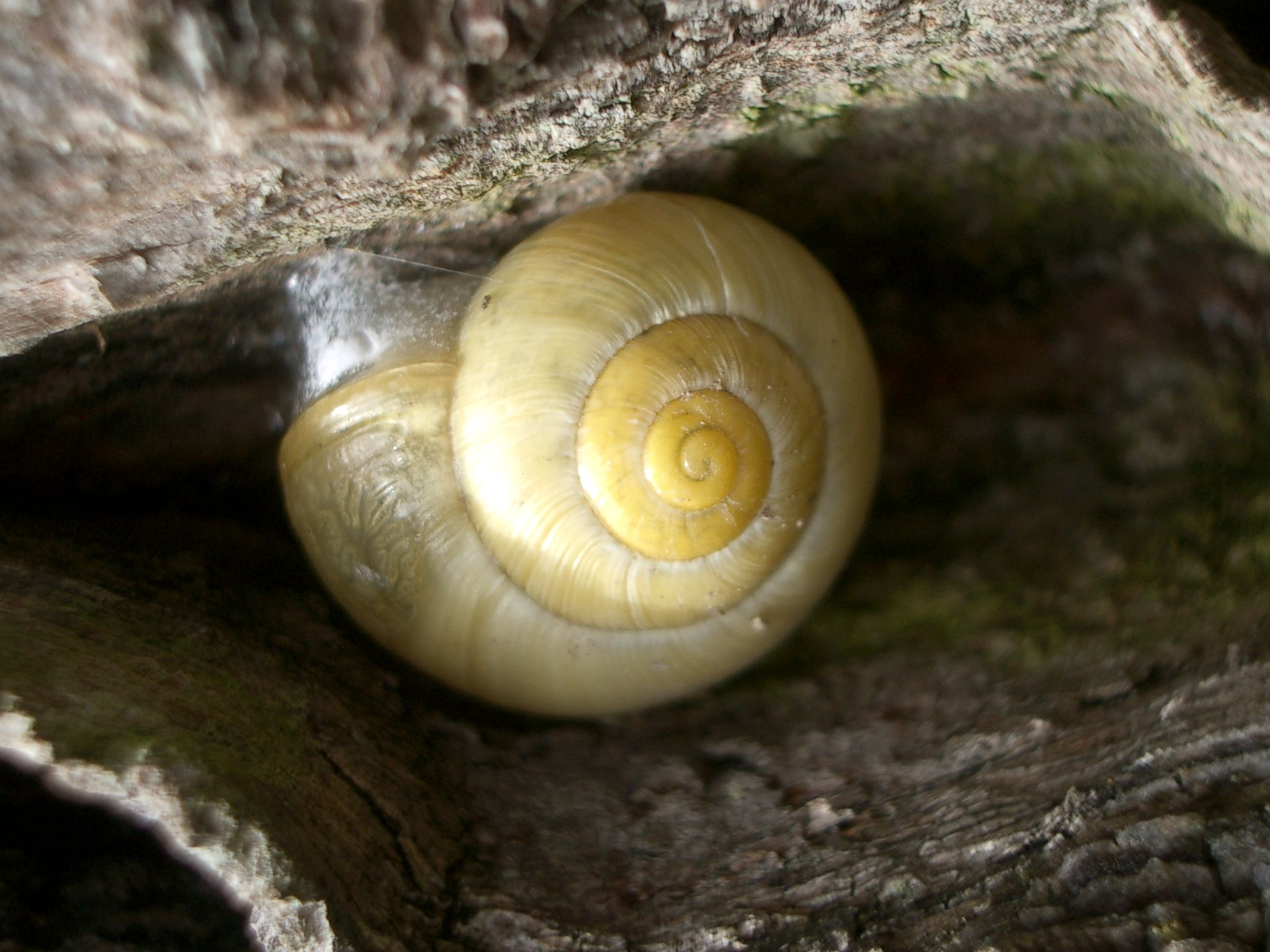
Garten-Bänderschnecke (Cepaea hortensis), rein gelbe Morphe
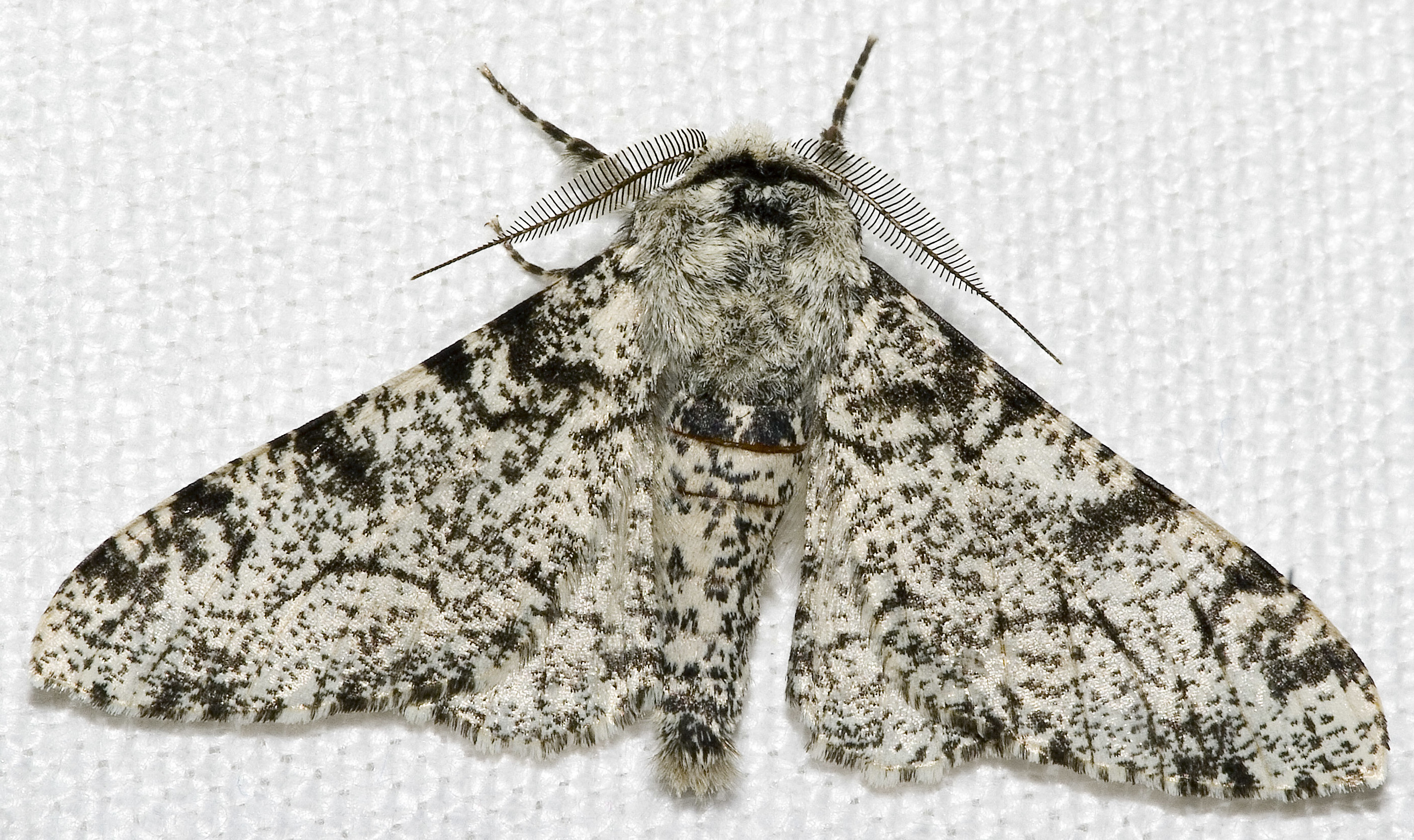
Helle (normale) Form des Birkenspanners (Biston betularia)
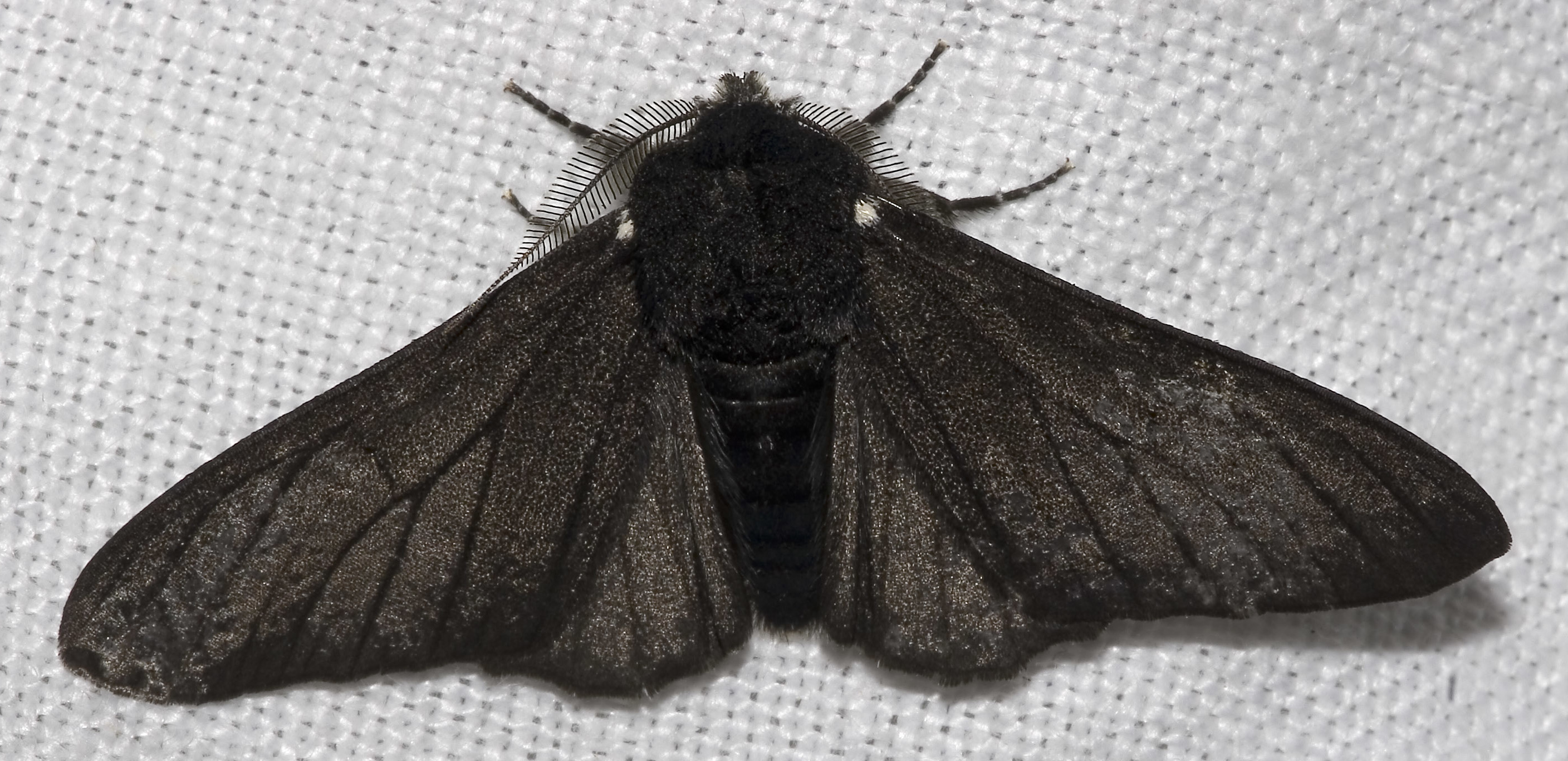
Dunkle Form des Birkenspanners (Biston betularia f. carbonaria)
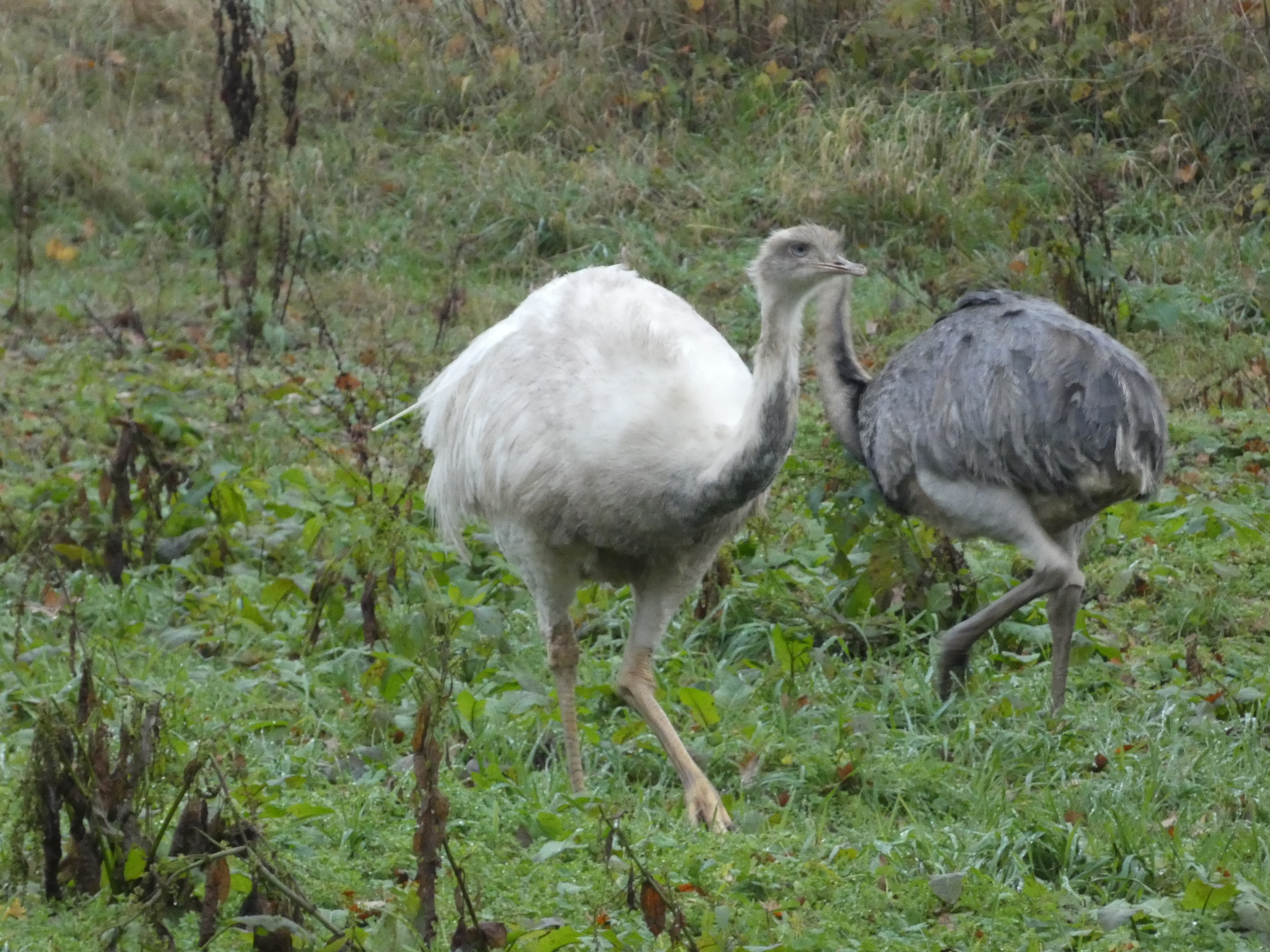
Weiße (Albino) und graue Morphe in deutscher Nandupopulation (Rhea americana)